# Dysstroma mancipata
Dysstroma mancipata là một loài bướm đêm trong họ Geometridae.